# شائخ
الشَائِخ أو جيرونتيكوس (باللاتينية: Geronticus) ويسمى أيضاً طائر أبو منجل الأصلع هو جنس صغير من الطيور ينتمي إلى عائلة طيور أبو منجل. يوجد نوعان من هذا الطائر وهما أبو منجل الناسك المعرض للانقراض والذي يعيش على سواحل البحر الأبيض المتوسط وأبو منجل أقرع جنوبي الذي يتواجد في المناطق الاستوائية الأفريقية الجنوبية وقد أصبح هذا الجنس مهددًا بالانقراض بسبب تدمير مساكنه العشبية وبسبب الصيد المتكرر له، ويفضل هذا الطير التواجد في الأماكن الجافة وقرب الواحات ويتغذى على الكائنات المائية وأيضاً الكائنات الموجودة في الأعشاب. أدى استخدام البشر لمبيد الآفات في العصور الأخيرة إلى انقراضه في عدة مناطق في العالم.